# Mehboob Khan (director de cine)
Mehboob Khan (Bilimora, 9 de septiembre de 1907-Bombay, 28 de mayo de 1964) fue un pionero, productor y director de cine indio, más conocido por dirigir la epopeya social Madre India (1957), que ganó los premios Premios Filmfare de Bollywood a la mejor película y al mejor director, y además fue nominada para el premio de la Academia americana a la mejor película en lengua extranjera (Los Oscars).
Creó su propia compañía de producción, Mehboob Productions, y más tarde un estudio de cine, Mehboob Studios en Bandra, Mumbai en 1954.

## Premios y distinciones
Premios Óscar
| Año  | Categoría                          | Película    | Resultado |
| ---- | ---------------------------------- | ----------- | --------- |
| 1958 | Mejor película de habla no inglesa | Madre India | Nominado  |